# موسیقی کلند

جلد ساوندترک (موسیقی متن) اصلی کلند با حضور ناگیسا و دخترش اوشیو.

کلند یک رمان تصویری است که توسط کی توسعه یافته و توسط ویژوال آرتس در سال ۲۰۰۴ منتشر شده‌است. داستان این رمان دربارهٔ شخصیت اصلی، تومویا اوکازاکی، یک دانش‌آموز دبیرستانی است که از زندگی‌اش ناامید شده. هنگامی که او با دختری به نام ناگیسا فوروکاوا (که یک سال بزرگتر از خودش است) آشنا می‌شود، زندگی‌اش تغییر می‌کند. توئی انیمیشن در سال ۲۰۰۷ از روی این رمان، یک فیلم انیمه تولید کرد که کارگردان آن اوسامو دزاکی و کارگردان موسیقی آن یوشیچیکا اینوماتا می‌باشد. کیوتو انیمیشن نیز بین سالهای ۲۰۰۷ و ۲۰۰۹ دو مجموعه انیمۀ سریالی از روی رمان تولید کرد که مجموعاً دارای ۴۹ قسمت بوده، به همراه دو قسمت اووی‌ای که در ۲۰۰۸ و ۲۰۰۹ منتشر شدند. کارگردان این دو مجموعه انیمه، تاتسویا ایشیهارا و کارگردان موسیقی آن شینجی اوریتو می‌باشد. ترانه‌شناسی کلند و اقتباسات انیمه‌ای آن عبارت است از دو آلبوم استودیویی، چهار تک آهنگ، دو ساوندتِرَک (آلبوم موسیقی متن) و چهار آلبوم ریمیکس.
قسمت اصلی ترانه‌شناسی، دو ساوندترک آن است. ساوندترک رمان تصویری که همچنین برای هر دو فصل انیمه استفاده شده، توسط کی ساوندز لیبل ساخته و در سال ۲۰۰۴ منتشر شده است. موسیقی ساوندترک توسط جان مائدا، شینجی اوریتو و ماگومه توگوشی ساخته و تنظیم شده‌است. در سال ۲۰۰۷، یک ساوندترک دیگر برای فیلم انیمه توسط فرانتیر ورکز منتشر شد. موسیقی ساوندترک فیلم غالباً توسط یوشیچیکا اینوماتا ساخته و تنظیم شد. دو آلبوم استودیویی در سالهای ۲۰۰۳ و ۲۰۰۴ و سه آلبوم ریمیکس در سالهای ۲۰۰۴ و ۲۰۰۵ برای رمان تصویری انتشار یافت. یک آلبوم ریمیکس دیگر در سال ۲۰۰۸ برای فصل دوم انیمه منتشر شد. چهار تک آهنگ نیز در ۲۰۰۷ و ۲۰۰۸ منتشر گردید؛ دو تا برای فیلم انیمه و دو تای دیگر هر کدام برای دو فصل مجموعه انیمه.

## آلبومها

### سورارادو
سورارادو (ソララド Sorarado) یک آلبوم آهنگ کاراکتری برای رمان تصویری کلند است و اولین بار در ۲۸ دسامبر ۲۰۰۳ در ژاپن و توسط کی ساوندز لیبل با شمارۀ کاتالوگ ۰۰۰۹ (KSLA-0009) منتشر شد. این آلبوم شامل یک دیسک با ۶ قطعۀ موسیقی ست که توسط ریا خوانده شده و ملودی استفاده شده در آن بر اساس ساوندترک اصلی کلند می‌باشد. این آلبوم با همکاری شینجی اوریتو، ماگومه توگوشی، ریا، مانیو و تاکومارو ساخته، تنظیم و تولید شده‌است.
| فهرست قطعات | فهرست قطعات                                              | فهرست قطعات | فهرست قطعات                 | فهرست قطعات | فهرست قطعات |
| شماره       | نام                                                      | سراینده     | آهنگساز                     | تنظیم       | مدت         |
| ----------- | -------------------------------------------------------- | ----------- | --------------------------- | ----------- | ----------- |
| ۱.          | «فانتزی آن دختر» (少女の幻想 Shōjo no Gensō)             | کِی          | ماگومه توگوشی               | تاکومارو    | ۵:۴۳        |
| ۲.          | «پایان» (オーバー Ōbā)                                   | کی          | شینجی اوریتو                | مانیو       | ۵:۰۷        |
| ۳.          | «اقیانوس خروشان» (海鳴り Uminari)                        | کی          | شینجی اوریتو                | مانیو       | ۵:۵۱        |
| ۴.          | «خاطراتی از یک سفر دور» (遠い旅の記憶 Tōi Tabi no Kioku) | ریا         | شینجی اوریتو                | تاکومارو    | ۵:۳۸        |
| ۵.          | «ده هزار مکان» (一万の軌跡 Ichiman no Kiseki)            | کی          | شینجی اوریتو، ماگومه توگوشی | مانیو       | ۶:۵۳        |
| ۶.          | «درخشیدن در آسمان» (空に光る Sora ni Hikaru)             | کی          | ماگومه توگوشی               | تاکومارو    | ۵:۱۱        |
| مجموع مدت:  | مجموع مدت:                                               | مجموع مدت:  | مجموع مدت:                  | مجموع مدت:  | ۳۴:۲۳       |

### مابینوگی
مابینوگی (Mabinogi) یک آلبوم تنظیم شده است و شامل فهرستی از آهنگهای رمان تصویری کلند می‌باشد که توسط هیدِکی هیگوچی ریمیکس شده است. این آلبوم به عنوان جایزه همراه با نسخۀ نهایی بازی در ۲۸ آوریل ۲۰۰۴، توسط کی ساوندز لیبل منتشر شد. شمارۀ کاتالوگ آن در ابتدا ۰۰۱۰ بود، اما بعداً به ۰۰۱۱ (KSLA-0011) تصحیح شد. این آلبوم فروشی نبوده و برای فروش در بازار منتشر نشده‌است. از بین ۹ قطعۀ موسیقی، فقط ۸تای اول آن، در رمان تصویری یافت می‌شوند.
| فهرست قطعات | فهرست قطعات | فهرست قطعات   | فهرست قطعات |
| شماره       | نام | آهنگساز       | مدت         |
| ----------- | --- | ------------- | ----------- |
| ۱.          | «درون پرده‌ای از شکوفه‌های گیلاس» (その桜簾を抜けて Sono Sakura Sudare o Nukete)                                          | جان مائدا     | ۳:۳۱        |
| ۲.          | «دویدن در جاده‌ای به رنگ سبز روشن» (萌葱色の石畳を駆ける Moegiiro no Ishidatami o Kakeru)                                | ماگومه توگوشی | ۶:۰۸        |
| ۳.          | «تکان خوردن لباسی به رنگ گل آفتابگردان در باد» (風になびく向日葵色のワンピース Kaze ni Nabiku Himawariiro no One-piece) | ماگومه توگوشی | ۳:۲۵        |
| ۴.          | «گردنبند زینتی یاس بنفش بر روی سینه» (胸元にライラックの花飾り Munamoto ni Rairakku no Hana Kazari)                     | شینجی اوریتو  | ۱:۵۷        |
| ۵.          | «گرمای باقیمانده در کف دستانت» (手のひらに残る温もりは Tenohira ni Nokoru Nukumori wa)                                  | شینجی اوریتو  | ۴:۴۲        |
| ۶.          | «یک زندگی جدید تازه متولد شده» (生まれ変わった新しい生命 Umarekawatta Atarashii Seimei)                                 | جان مائدا     | ۶:۲۸        |
| ۷.          | «درون گهواره‌ای لبریز از نور» (光りあふれる揺りかごの中で Hikari Afureru Yurikago no Naka de)                            | شینجی اوریتو  | ۶:۰۳        |
| ۸.          | «آهنگ کوچکی که از مادر به فرزند منتقل شد» (母から子へ受け継がれる小さな唄 Haha Kara Ko e Uketsugareru Chiisana Uta)     | جان مائدا     | ۷:۲۹        |
| ۹.          | «دشت شادی (نسخۀ بلند)» (メグメルMag Mell) (سراینده: ریا، تنظیم: کیکو، خواننده:ریا)                                      | یوفونیوس      | ۴:۵۱        |
| مجموع مدت:  | مجموع مدت: | مجموع مدت:    | ۴۴:۳۴       |

### ساوندترک اصلی کلند
ساوندتِرَک اصلی کلند، از رمان تصویری کلند، اولین بار در ۱۳ اوت ۲۰۰۴ در ژاپن و توسط کی ساوندز لیبل، تحت شماره‌های کاتالوگ ۰۰۱۲ تا ۰۰۱۴ ( KSLA-0012—0014) منتشر شد. این ساوندترک شامل سه دیسک و در مجموع ۵۶ قطعۀ موسیقی می‌باشد که ساخت، تنظیم و تولید آنها بر عهدۀ جان مائدا، شینجی اوریتو و ماگومه توگوشی بوده‌است. قطعات شمارۀ ۹ تا ۱۹ در دیسک سه، به عنوان جایزه در نظر گرفته شده‌اند. ریا، خوانندۀ سه آهنگ است: "دشت شادی" (Mag Mell)، "-دوسایه-" (-Kage Futatsu-) و "کف دستهای کوچک" (Chiisana Tenohira). لیا نیز خوانندۀ یک آهنگ می‌باشد: "آنا" (Ana).
| دیسک ۱ | دیسک ۱                                                                                   | دیسک ۱        | دیسک ۱ |
| شماره  | نام                                                                                      | آهنگساز       | مدت    |
| ------ | ---------------------------------------------------------------------------------------- | ------------- | ------ |
| ۱.     | «اوشیو» (汐)                                                                             | ماگومه توگوشی | ۱:۰۸   |
| ۲.     | «فانتزی» (幻想 Gensō)                                                                    | ماگومه توگوشی | ۳:۲۲   |
| ۳.     | «دشت شادی» (メグメル Mag Mell) (سراینده: ریا، تنظیم: کیکو، خواننده: گروه یوفونیوس)       | یوفونیوس      | ۴:۵۲   |
| ۴.     | «شهر، جریان زمان، مردم» (町、時の流れ、人 Machi, Toki no Nagare, Hito)                   | شینجی اوریتو  | ۴:۲۸   |
| ۵.     | «ناگیسا» (渚)                                                                            | جان مائدا     | ۴:۱۰   |
| ۶.     | «همانند باد است» (それは風のように Sore wa Kaze no Yōni)                                 | شینجی اوریتو  | ۴:۰۲   |
| ۷.     | «مطاله دربارۀ ابرریسمانهای کوچک»                                                         | ماگومه توگوشی | ۴:۵۰   |
| ۸.     | «عجله کن، ستارۀ دریایی» (は～りぃすたーふぃしゅ Hārī Sutāfisshu)                         | ماگومه توگوشی | ۴:۱۸   |
| ۹.     | «ارادۀ آن دختر» (彼女の本気 Kanojo no Honki)                                             | ماگومه توگوشی | ۴:۰۶   |
| ۱۰.    | «مهمانی چای در اتاق مرجع» (資料室のお茶会 Shiryōshitsu no Ochakai)                       | شینجی اوریتو  | ۳:۵۸   |
| ۱۱.    | «نسیم بهاری» (東風 Kochi)                                                                | شینجی اوریتو  | ۳:۳۲   |
| ۱۲.    | «مسیر روستایی» (田舎小径 Inaka Komichi)                                                  | ماگومه توگوشی | ۳:۱۶   |
| ۱۳.    | «راه‌های بامعنی برای گذراندن زمان» (有意義な時間の過ごし方 Yūigi na Jikan no Sugoshikata) | ماگومه توگوشی | ۳:۲۰   |
| ۱۴.    | «آسودگی روزها» (日々の遑 Hibi no Itoma)                                                  | شینجی اوریتو  | ۱:۵۱   |
| ۱۵.    | «احمق» (ダム Damu)                                                                       | شینجی اوریتو  | ۴:۵۶   |
| ۱۶.    | «یک جفت احمق» (馬鹿ふたり Baka Futari)                                                   | شینجی اوریتو  | ۲:۲۸   |
| ۱۷.    | «تبدیل شدن به خاکستر» (灰燼に帰す Kaijin ni Kaesu)                                       | شینجی اوریتو  | ۳:۴۰   |
| ۱۸.    | «وجود» (存在 Sonzai)                                                                     | ماگومه توگوشی | ۲:۲۵   |
| ۱۹.    | «فازهای ماه» (月の位相 Tsuki no Isō)                                                     | شینجی اوریتو  | ۳:۵۲   |
| ۲۰.    | «بی وقفه» (無間 Muken)                                                                   | شینجی اوریتو  | ۳:۵۲   |

| دیسک ۲ | دیسک ۲ | دیسک ۲        | دیسک ۲ |
| شماره  | نام | آهنگساز       | مدت    |
| ------ | --- | ------------- | ------ |
| ۱.     | «دشت برفی» (雪野原 Yuki Nohara)                                                                              | شینجی اوریتو  | ۵:۱۱   |
| ۲.     | «جزر و مد خروشان» (潮鳴り Shionari)                                                                          | شینجی اوریتو  | ۲:۳۷   |
| ۳.     | «جزر و مد خروشان ۲» (潮鳴り Shionari II)                                                                     | شینجی اوریتو  | ۴:۱۵   |
| ۴.     | «TOE» | ماگومه توگوشی | ۲:۴۴   |
| ۵.     | «به سوی همان بلندی‌ها» (同じ高みへ Onaji Takami e)                                                            | جان مائدا     | ۱:۵۹   |
| ۶.     | «جایی که آرزوها به حقیقت می‌پیوندند» (願いが叶う場所 Negai ga Kanau Basho)                                    | جان مائدا     | ۲:۴۹   |
| ۷.     | «درخشیدن در آسمان» (空に光る Sora ni Hikaru)                                                                 | ماگومه توگوشی | ۵:۰۸   |
| ۸.     | «-دو سایه-» (－影二つ－ -Kage Futatsu-) (سراینده: کای، تنظیم: ماگومه توگوشی، خواننده:ریا)                    | ماگومه توگوشی | ۵:۳۷   |
| ۹.     | «شبدر سفید» (白詰草 Shirotsumekusa)                                                                          | شینجی اوریتو  | ۳:۴۴   |
| ۱۰.    | «سالهای دور (پیانو)» (遥かな年月 Haruka na Nengetsu)                                                         | جان مائدا     | ۱:۵۶   |
| ۱۱.    | «هنگام تابستان» (夏時間 Natsu Jikan)                                                                         | ماگومه توگوشی | ۲:۴۴   |
| ۱۲.    | «سالهای دور» (遥かな年月 Haruka na Nengetsu)                                                                 | جان مائدا     | ۴:۳۴   |
| ۱۳.    | «قطار به سمت روستا» (カントリートレイン Kantorī Torein)                                                      | جان مائدا     | ۳:۵۴   |
| ۱۴.    | «جایی که آرزوها به حقیقت می‌پیوندند ۲» (願いが叶う場所 Negai ga Kanau Basho II)                               | جان مائدا     | ۴:۰۸   |
| ۱۵.    | «آنا» (سراینده: یو هاگیوارا، تنظیم: ماگومه توگوشی، خواننده: لیا)                                             | ___           | ۵:۴۶   |
| ۱۶.    | «ناگیسا~خداحافظی در پایین آن تپه» (渚～坂の下の別れ Nagisa~Saka no Shita no Wakare)                          | جان مائدا     | ۳:۵۴   |
| ۱۷.    | «کف دستهای کوچک» (小さなてのひら Chiisana Tenohira) (سراینده: جان مائدا، تنظیم: ماگومه توگوشی، خواننده: ریا) | جان مائدا     | ۴:۴۴   |

| دیسک ۳     | دیسک ۳ | دیسک ۳        | دیسک ۳ |
| شماره      | نام | آهنگساز       | مدت    |
| ---------- | --- | ------------- | ------ |
| ۱.         | «فانتزی ۲» (幻想 Gensō II) | ماگومه توگوشی | ۱:۵۴   |
| ۲.         | «نسیم بهاری (بعدازظهر)» (東風 Kochi (afternoon))                                                                                     | شینجی اوریتو  | ۳:۳۳   |
| ۳.         | «نسیم بهاری (سریع)» (東風 Kochi (tempo up))                                                                                          | شینجی اوریتو  | ۳:۰۴   |
| ۴.         | «نسیم بهاری (پیانو)» (東風 Kochi (piano))                                                                                            | شینجی اوریتو  | ۱:۴۵   |
| ۵.         | «راه‌های بامعنی برای گذراندن زمان (گیتار)» (有意義な時間の過ごし方 Yūigi na Jikan no Sugoshikata (guitar))                            | ماگومه توگوشی | ۳:۲۱   |
| ۶.         | «راه‌های بامعنی برای گذراندن زمان (ساکسوفون)» (有意義な時間の過ごし方 Yūigi na Jikan no Sugoshikata (sax))                            | ماگومه توگوشی | ۳:۲۲   |
| ۷.         | «وجود (پیانو الکتریکی)» (存在 Sonzai (e.piano))                                                                                      | ماگومه توگوشی | ۲:۲۴   |
| ۸.         | «وجود (پیانو)» (存在 Sonzai (piano))                                                                                                 | ماگومه توگوشی | ۲:۲۷   |
| ۹.         | «دشت شادی (نسخۀ ریمیکس شدۀ کامل)» (メグメル Mag Mell(cockool mix full ver.)) (سراینده: ریا، تنظیم: یوفونیوس، خواننده: گروه یوفونیوس) | یوفونیوس      | ۴:۲۷   |
| ۱۰.        | «دشت شادی (نسخۀ کوتاه)» (メグメル (short ver.) Megu Meru) (سراینده:ریا، تنظیم: کیکو، خواننده: گروه یوفونیوس)                         | یوفونیوس      | ۲:۴۰   |
| ۱۱.        | «دشت شادی (نسخۀ ریمیکس کوتاه)» (メグメル Mag Mell (cockool mix short ver.)) (سراینده: ریا، تنظیم: یوفونیوس، خواننده: گروه یوفونیوس)  | یوفونیوس      | ۲:۳۹   |
| ۱۲.        | «-دو سایه-» (－影二つ－ (short ver.) -Kage Futatsu-) (سراینده: کای، تنظیم: ماگومه توگوشی، خواننده:ریا)                               | ماگومه توگوشی | ۲:۳۴   |
| ۱۳.        | «آنا (نسخۀ کوتاه)» (سراینده: یو هاگیوارا، تنظیم: ماگومه توگوشی، خواننده: لیا)                                                        | ___           | ۵:۲۵   |
| ۱۴.        | «آنا (نسخۀ کامل)» (سراینده: یو هاگیوارا، تنظیم: ماگومه توگوشی، خواننده: لیا)                                                         | ___           | ۸:۲۴   |
| ۱۵.        | «دشت شادی (نسخۀ بی‌کلام)» (メグメル Mag Mell (off vocal ver.)) (تنظیم: کیکو)                                                          | یوفونیوس      | ۴:۵۱   |
| ۱۶.        | «کف دستهای کوچک (نسخۀ بی‌کلام)» (小さなてのひら (.off vocal ver) Chiisana Tenohira) (تنظیم: ماگومه توگوشی)                            | جان مائدا     | ۴:۴۰   |
| ۱۷.        | «-دو سایه-» (－影二つ－ (.off vocal ver) -Kage Futatsu-) (تنظیم: ماگومه توگوشی)                                                      | ماگومه توگوشی | ۵:۳۶   |
| ۱۸.        | «موسیقی استفاده نشده ۱» (未使用曲 Unused Track)                                                                                      | شینجی اوریتو  | ۳:۳۱   |
| ۱۹.        | «موسیقی استفاده نشده ۲» | ماگومه توگوشی | ۲:۲۱   |
| مجموع مدت: | مجموع مدت: | مجموع مدت:    | ۲۰۷:۰۸ |

### سورارادو اپند
سورارادو اپند (ソララドアペンド Sorarado Apendo) یک آلبوم آهنگ کاراکتری برای رمان تصویری کلند است که اولین بار در ۲۸ دسامبر ۲۰۰۴ در ژاپن و توسط کی ساوندز لیبل با شمارهٔ کاتالوگ ۰۰۱۵ (KSLA-0015) منتشر شد. این آلبوم در ادامۀ آلبوم سورارادو منتشر شده و شامل یک دیسک با چهار قطعه موسیقی است که توسط ریا خوانده شده است. این آلبوم توسط جان مائدا، ماگومه توگوشی، ریا، مانیو و تاکومارو ساخته، تنظیم و تولید شده‌است.
متن همهٔ ترانه‌ها توسط کِی نوشته شده‌است.
| فهرست قطعات | فهرست قطعات                                                      | فهرست قطعات   | فهرست قطعات | فهرست قطعات |
| شماره       | نام                                                              | آهنگساز       | تنظیم       | مدت         |
| ----------- | ---------------------------------------------------------------- | ------------- | ----------- | ----------- |
| ۱.          | «همان بلندی‌ها» (同じ高み Onaji Takami)                           | جان مائدا     | مانیو       | ۴:۵۳        |
| ۲.          | «دختر باد» (風の少女 Kaze no Shōjo)                              | ماگومه توگوشی | مانیو       | ۳:۵۰        |
| ۳.          | «گلبرگ شکوفۀ گیلاس» (ひとひらの桜 Hitohira no Sakura)            | جان مائدا     | تاکومارو    | ۶:۳۰        |
| ۴.          | «پرتوهای آفتاب که از میان برگها عبور می‌کنند» (木漏れ日 Komorebi) | ماگومه توگوشی | تاکومارو    | ۴:۰۰        |
| مجموع مدت:  | مجموع مدت:                                                       | مجموع مدت:    | مجموع مدت:  | ۱۹:۱۳       |

### -یادگاری-
-یادگاری- (-Memento-) یک آلبوم ریمیکس برای رمان تصویری کلند است که اولین بار در ۲۸ دسامبر ۲۰۰۴ در ژاپن و توسط کی ساوندز لیبل با شماره کاتالوگ های ۰۰۱۶—۰۰۱۷ (KSLA-0016—0017) منتشر شد. این آلبوم شامل دو دیسک با ۱۷ قطعۀ موسیقی ریمیکس شده از ساوندترک اصلی کلند می‌باشد. ریا خوانندۀ چهار آهنگ است:"دشت شادی (Mag Mell)"، "-دوسایه- (-Kage Futatsu-)"، "کف دستهای کوچک (Chiisana Tenohira)" و "آهنگ شکوفه‌های گیلاس (Sakura Jokyoku)". لیا نیز خوانندۀ یک آهنگ است: "آنا (Ana)". هر کدام از قطعات توسط فرد متفاوتی ریمیکس شده‌است. سه نفر از آنها شینجی اوریتو، ماگومه توگوشی و اودیاکه اس (یکی از تأسیس کنندگان کی) می‌باشند.
| دیسک ۱ | دیسک ۱ | دیسک ۱        | دیسک ۱         | دیسک ۱ |
| شماره  | نام | آهنگساز       | تنظیم          | مدت    |
| ------ | --- | ------------- | -------------- | ------ |
| ۱.     | «دشت شادی» (メグメル Megu Meru) (سراینده: ریا؛ خواننده: گروه یوفونیوس)                                             | یوفونیوس      | شینجی هوسوئه   | ۶:۱۰   |
| ۲.     | «عجله کن ستارۀ دریایی» (は～りぃすたーふぃっしゅ Hārī Sutāfisshu)                                                  | ماگومه توگوشی | Manack         | ۵:۱۵   |
| ۳.     | «به سوی همان بلندی‌ها» (同じ高みへ Onaji Takami e)                                                                  | جان مائدا     | شینجی اوریتو   | ۵:۴۱   |
| ۴.     | «یک جفت احمق» (馬鹿ふたり Baka Futari)                                                                             | شینجی اوریتو  | ماگومه توگوشی  | ۵:۲۹   |
| ۵.     | «فازهای ماه» (月の位相 Tsuki no Isō)                                                                               | شینجی اوریتو  | Jun.A          | ۴:۲۵   |
| ۶.     | «دشت برفی» (雪野原 Yuki Nohara)                                                                                    | شینجی اوریتو  | ZTS            | ۹:۰۸   |
| ۷.     | «دو سایه» (－影二つ－ -Kage Futatsu-) (سراینده: کای؛ خواننده: ریا)                                                 | ماگومه توگوشی | MintJam        | ۵:۲۰   |
| ۸.     | «آنا» (خواننده: لیا)                                                                                               | ___           | سوشی هوسوی     | ۶:۲۱   |
| ۹.     | «ناگیسا ～ خداحافظی در پایین آن تپه» (渚～坂の下の別れ نسخۀ تنظیم شده با پیانو، Nagisa ～ Saka no Shita no Wakare) | جان مائدا     | Tabibito       | ۴:۱۴   |
| ۱۰.    | «کف دستهای کوچک» (小さなてのひら Chiisana Tenohira) (سراینده: جان مائدا؛ خواننده: ریا)                             | جان مائدا     | bermei.inazawa | ۴:۲۷   |

| دیسک ۲     | دیسک ۲                                                                                   | دیسک ۲        | دیسک ۲          | دیسک ۲ |
| شماره      | نام                                                                                      | آهنگساز       | تنظیم           | مدت    |
| ---------- | ---------------------------------------------------------------------------------------- | ------------- | --------------- | ------ |
| ۱.         | «اوشیو» (汐)                                                                             | ماگومه توگوشی | Lians           | ۴:۲۴   |
| ۲.         | «همانند باد است» (それは風のように Sore wa Kaze no Yōni)                                 | شینجی اوریتو  | توشیهیکو اینوئه | ۴:۲۱   |
| ۳.         | «راه‌های بامعنی برای گذراندن زمان» (有意義な時間の過ごし方 Yūigi na Jikan no Sugoshikata) | ماگومه توگوشی | Kotono          | ۳:۱۹   |
| ۴.         | «مهمانی چای در اتاق مرجع» (資料室のお茶会 Shiryōshitsu no Ochakai)                       | شینجی اوریتو  | GMBP            | ۴:۲۴   |
| ۵.         | «تبدیل شدن به خاکستر» (灰燼に帰す Kaijin ni Kaesu)                                       | شینجی اوریتو  | کازوهیکو شیموچی | ۵:۲۸   |
| ۶.         | «درخشیدن در آسمان» (空に光る Sora ni Hikaru)                                             | ماگومه توگوشی | اودیاکه اس      | ۴:۱۳   |
| ۷.         | «آهنگ شکوفه‌های گیلاس» (桜抒曲 Sakura Jokyoku) (خواننده: ریا)                             | جان مائدا     |                 | ۱۰:۲۰  |
| مجموع مدت: | مجموع مدت:                                                                               | مجموع مدت:    | مجموع مدت:      | ۹۲:۵۹  |

### دیسک تنظیم شده با پیانو "آهنگی برای گذراندن زمان/مشعل"
دیسک تنظیم شده با پیانو "آهنگی برای گذراندن زمان/مشعل"، یک آلبوم تنظیم شده با پیانو، برای انیمۀ کلند: پس از داستان (Clannad After Story) می‌باشد که در ۲۸ دسامبر ۲۰۰۸ در جشنوارۀ کُمیکِت ژاپن و توسط کی ساوندز لیبل با شمارۀ کاتالوگ ۰۰۰۳ (KSLC-0003) منتشر شد. این آلبوم شامل یک دیسک با دو قطعه موسیقی است که در واقع نسخه‌های تنظیم شدۀ تیتراژ ابتدایی و انتهایی انیمه می‌باشند. این آلبوم توسط جان مائدا، شینجی اوریتو و ریو میزوتسوکی ساخته، تنظیم و تولید شده‌است. همراه با آلبوم، کتابچه‌ای حاوی پارتیتور آن نیز منتشر شد.
| فهرست قطعات | فهرست قطعات                                              | فهرست قطعات  | فهرست قطعات   | فهرست قطعات |
| شماره       | نام                                                      | آهنگساز      | تنظیم         | مدت         |
| ----------- | -------------------------------------------------------- | ------------ | ------------- | ----------- |
| ۱.          | «آهنگی برای گذراندن زمان» (時を刻む唄 Toki o Kizamu Uta) | جان مائدا    | ریو میزوتسوکی | ۶:۱۴        |
| ۲.          | «مشعل»                                                   | شینجی اوریتو | ریو میزوتسوکی | ۴:۳۸        |
| مجموع مدت:  | مجموع مدت:                                               | مجموع مدت:   | مجموع مدت:    | ۱۰:۵۲       |